# Адлер, Гвидо
Гвидо А́длер (нем. Guido Adler; 1 ноября 1855, Айбеншюц (ныне Иванчице) — 15 февраля 1941, Вена) — австрийский музыковед

, музыкальный критик и педагог. Ввёл термин «музыкознание» (Musikwissenschaft) и впервые в Новое время обосновал это понятие.

## Биография
Гвидо Адлер родился в еврейской семье в местечке Айбеншюц (ныне Иванчице), был одним из шести детей. Отец Адлера был врачом (скоропостижно скончался в 1857 году). Мать, вместе с детьми, была вынуждена покинуть родные места. Семья смогла существовать только благодаря помощи одной из благотворительных организаций, которая также способствовала поступлению Гвидо в Венский университет. В университете Адлер защитил диссертацию по юриспруденции (1878) и дважды по музыкознанию: в 1880 году по истории церковной музыки и в 1881 году по истории гармонии. Учился и в Венской консерватории, в том числе у Брукнера.
Гвидо Адлер преподавал музыковедческие дисциплины с 1885 года в пражском Немецком университете. В том же году, совместно с Филиппом Шпиттой и Фридрихом Кризандером, основал издание Vierteljahrsschrift für Musikwissenschaft.
С 1889 года работал профессором теории и истории музыки в Венском университете, в числе его известных учеников А. Найденов. В 1898 году он основал Институт музыковедения при Венском университете, который сам и возглавлял вплоть до 1927 года. Адлер стал и одним из учредителей Международного общества музыковедения основанного в 1927 году. В 1930-е годы подвергся антисемитским нападкам, был исключён из Gesellschaft der Musikfreunde, лишён почётного членства в Staatstheater- und Bühnenakademie.  Его ценная библиотека  по инициативе его ученика Эриха Шенка была конфискована и передана государству без компенсации родственникам .
Скончался Гвидо Адлер 15 февраля 1941 года в Вене. 
Его дочь, Мелани Каролина Адлер (Melanie Karoline Adler), была в 1942 году депортирована в Минск и убита 26 мая в концентрационном лагере Малый Тростенец.

## Научные труды
Гвидо Адлер — автор трудов по истории австрийской и мировой музыки, одним из первых начал выделять историческое и систематическое музыкознание. Был первым биографом Малера. В числе основных трудов:
- «Eine Studie zur Geschichte der Harmonie» (1881);
- «Die Wiederholung und Nachahmung in der Mehrstimmigkeit» (1886);
- «Ein Satz eines unbekannten Beethovemschen Klavierkoncerts» (1888);
- «Der Stil in der Musik» (1911);
- «Gustav Maler» (1916);
- «Methode der Musikgeschichte» (1919).